# Possis (Bildhauer)
Possis war ein antiker griechischer Bildhauer.
Von Possis sind keine Werke überliefert, er ist einzig bei Plinius dem Älteren in dessen Naturalis historia (Naturgeschichte) in einer Aufzählung von Tonbildnern erwähnt. Laut Plinius war Possis dafür berühmt, Äpfel, Trauben und Fische so lebensecht zu gestalten, dass man diese nicht von echten Äpfeln, Trauben und Fischen unterscheiden konnte. Laut Georg Lippold sind diese wohl aus Ton gestalteten Werke typisch für den Naturalismus in der dekorativen Kunst der Zeit.
Diese Information hatte er nicht aus eigener Kenntnis der Werke erworben, sondern übernahm dieses Urteil aus dem Werk des Marcus Terentius Varro. Da laut Plinius Varro eben jenen Possis in Rom getroffen hatte, lässt sich zwar keine genauere Herkunft vermuten, doch muss er irgendwann im Laufe des 1. Jahrhunderts v. Chr. in der Stadt Rom gelebt haben.